# 一汁三菜
一汁三菜（いちじゅうさんさい）は、本来は日本料理における本膳料理の御膳の一形式。主食となる飯に、汁物とおかず3点（主菜と副菜2点）で構成される（主食、汁物、主菜、副菜、副副菜と捉えることもある）。本膳料理自体は明治時代以降に廃れていったが、一汁二菜の形式とともに和食の構成のイメージを形成するようになった。

## 本膳料理の形式
本膳料理は御膳をいくつか手順に従って供する儀礼的な料理形式で、平安時代にその萌芽があり、室町時代の武家の礼法とともに発展し、江戸中期になって形式が整えられた。本膳料理の御膳の形式には一汁三菜や一汁二菜などがあり、飯と汁物を基本に、おかずとして煮物や焼き物、酢の物、和え物、漬物などが数点付く形式である（一汁三菜であれば3点）。本膳料理では他に、二汁五菜、三汁七菜、さらには三汁十五菜まであった。
懐石でも本膳料理の流れをくんで、まず飯と汁に加えて、向付（むこうづけ）と呼ぶ膾や刺身の1品が出される。次に煮物椀と呼ばれる煮物や吸物の1品が出され、そして焼き魚等の焼物の1品で、三菜である。会席料理でも懐石と同じく、向付、煮物椀、焼物の三菜が出され、飯と汁物は最後となることが多い。
ただし、本膳料理は江戸時代の日本人一般の日常的な食の在り方の形式ではなく、江戸に暮らしている一部の武家や有力町人のみにみられたにすぎない。少なくとも明治時代以降になると庶民も年中行事や祭礼、人生儀礼などの非日常的な場で一汁三菜形式の食事をとる機会が生まれ、そこから日常の食生活にも一汁三菜形式がもたらされ「和食」のイメージにつながったとする見方がある。

## 食生活との関連
本膳料理自体は明治時代以降に廃れていったが、一汁二菜の形式とともに和食の構成のイメージを形成するようになったといわれている。
現代の日本の一般家庭における日常の食事では、飯と汁に、食肉や魚介類等の動物性の惣菜を主菜として1品、野菜や海藻、豆腐など植物性の惣菜を副菜として、2品の一汁三菜が一例としてあげられている。
一汁三菜の献立は、米を中心とした主食に汁物、主菜、副菜、副々菜から構成され、多彩な食材を取り込むことができる一方で、乳製品や果物の取り方に工夫が必要である。一汁三菜の食事パターンは健康増進に寄与すると考えられているが、脂質や食塩の過剰摂取の傾向がある。
盛りつけについては、主菜2.5：副菜1.5：副副菜1の食器の大きさ比がもっとも評価が高く、主菜の食器は縦1：横1.6（楕円や長方形）、副菜の食器は縦1：横1（正円形や正方形）の組み合わせが好まれるとする実験結果がある。